# Restiosporium guringaliae
Restiosporium guringaliae är en svampart som beskrevs av Vánky & R.G. Shivas 2007. Restiosporium guringaliae ingår i släktet Restiosporium och familjen Websdaneaceae.   Inga underarter finns listade i Catalogue of Life.